# ANSMET

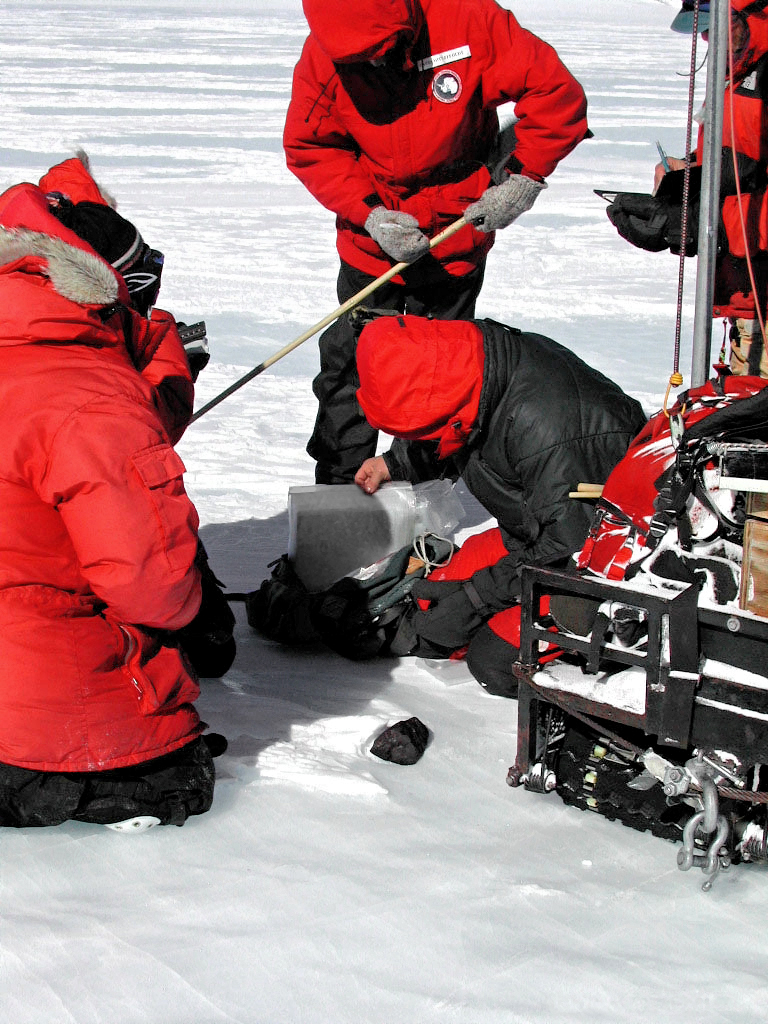
Equipo recuperando un meteorito en la Antártida.

ANSMET (del inglés, ANtartic Search for METeorites, Búsqueda Antártica de Meteoritos) es un programa fundado por la Oficina de Programas Polares (Office of Polar Programs) de la Fundación Nacional de Ciencia (National Science Foundation) de Estados Unidos que busca meteoritos en las montañas transantárticas. Desde 1976 ANSMET ha recuperado 10 000 meteoritos.
La importancia del programa es que es la única fuente continua de material extraterrestre no microscópico desde el Programa Apolo. También es la fuente de muchos de los meteoritos lunares y marcianos, como el ALH84001.
La búsqueda de meteoritos se realiza visualmente. Cuando un espécimen es encontrado, se localiza su posición usando GPS y se le da un número de identificación. Luego es colocado en una bolsa de teflón y el equipo se asegura de que el espécimen se mantenga congelado en su viaje de regreso a la Instalación de Curación de Meteoritos Antárticos (Antarctic Meteorite Curation Facility) en el Johnson Space Center de la NASA en Houston, Texas.
- Datos: Q571151
- Multimedia: ANSMET / Q571151